# Équilibre acido-basique
 (mars 2016).
Améliorez-le ou discutez des points à vérifier. 
L'équilibre acido-basique, ou homéostasie du pH, est une fonction du corps humain qui vise à réguler le pH du plasma. Le pH plasmatique varie normalement de 7,38 à 7,42. On parle d'acidose en cas de diminution du pH et d'alcalose en cas d'augmentation de celui-ci.
La régulation du pH fait appel à de nombreux systèmes (la fonction respiratoire, le rein, les protéines, etc).

## Mécanisme
Le corps maintient constamment l'équilibre acido-basique. Un des moyens de régulation consiste en la variation de la vitesse de ventilation pulmonaire. En cas d'acidose, le corps augmente la respiration, et vice-versa. Les reins, bien que plus lents à réagir, ont de puissants mécanismes de régulation du pH par excrétion de l'excès d'acide ou de base.
Le corps va donc faire tout son possible pour maintenir un équilibre acido-basique. Si le corps souffre d'acidité chronique, Il va chercher tous les moyens biochimiques à sa disposition pour combattre et tenter de neutraliser ces éléments acides. Comme un jeu de dominos biochimiques, cette lutte pourra entraîner des dommages collatéraux comme l'ostéoporose par exemple[réf. nécessaire]. En effet, le corps va utiliser des bases (éléments/minéraux alcalins) pour combattre les éléments acides. Le corps va donc chercher dans le corps tous les éléments alcalins qu'il pourrait utiliser pour combattre les éléments acides. Il va essayer dans un premier temps de trouver ces éléments alcalins (des minéraux) via l'alimentation. S'il ne les trouve pas, il sera obligé de chercher ailleurs.

### Le tube digestif
Tout au long du tube digestif les aliments vont être transformés pour pouvoir être absorbés et assimilés par l'organisme. Ce processus de dégradation se fera sous l'influence des sucs digestifs qui va imposer un pH spécifique au bol alimentaire. La dégradation, d'abord très acide au niveau de l'estomac, va se poursuivre sous l'influence des différentes enzymes et de la flore bactérienne vivant dans nos intestins. Or ces enzymes et cette flore ont besoin pour fonctionner correctement d'un pH spécifique.
Si pour un segment les conditions ne sont pas respectées, le processus digestif sera amoindri et les étapes digestives suivantes vont s'en trouver impactées et amoindries.
Conséquence :
1. Putréfaction anormale dans les intestins responsable de constipation, gaz et ballonnements.
2. Production de ptomaïnes (alcaloïdes produits par la putréfaction des protéines animales) toxiques responsables d'une auto-intoxication devant être neutralisée par le foie.
3. Risque de surcharge de travail pour le foie qui laisse passer des toxines dans le sang.

### Équilibre acide-base du sang et des tissus
De manière générale, le corps produit de l'acidité. Cette production acide est nettement plus importante en journée à cause de notre activité cellulaire (digestion, effort physique, etc.).
Quand cette acidité est trop importante ou est difficilement éliminable par les reins et les poumons, elle est temporairement stockée dans les tissus conjonctifs. Ce sera donc principalement en journée que la surcharge d'acidité sera importante. Ce stockage acide dans les tissus conjonctifs peut avoir lieu alors que le sang est proche du neutre. En effet, l'équilibre acido-basique du sang est une priorité pour le corps c'est pourquoi le pH sanguin varie peu. Le corps va donc épurer le sang au fur et à mesure pour stocker ces acides dans le tissu conjonctif s'ils sont trop nombreux pour être tous éliminés dans un temps imparti par les reins et les poumons.
La nuit la production d'acide diminue. Les tissus conjonctifs pourront alors éliminer leur excès d'acide dans le sang pour l'éliminer ensuite par les reins et les poumons. C'est une période de nettoyage, qui correspond à un processus de guérison. Si une seule nuit ne suffit pas pour éliminer ces déchets acides et si l'apport en nouveaux déchets reste au même niveau alors c'est le début d'une maladie chronique qui va se déclencher beaucoup plus tard (plusieurs années voire plusieurs décennies après). C'est simplement lié au fait que le corps possède un seuil d'élimination par unité de temps.

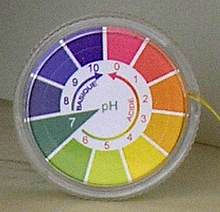
exemple de rouleau de papier pH

Le pH du sang est stabilisé et maintenu à 7,40.
Il existe six systèmes tampons pour maintenir un équilibre acido-basique au niveau du sang :
- bicarbonates / acide carbonique : CO3H- / CO3H2 ;
- hémoglobinates / hémoglobine : Hb- / HbH
- oxyhémoglobinates / oxyhémoglobine : HbO2- / HbO2H ;
- protéinates / protéines : Prot- / ProtH :
- phosphates bibasiques / phosphates monophasiques : PO4H- / PO4H2 ;
- acides organiques faibles dissociés : RCOO- / RCOOH.

## pH urinaire
Un pH urinaire normal varie au long de la journée entre 4,6 et 7,8. Un pH fixe traduit un état pathologique.

## Effet de l'alimentation
Certains diététiciens présument que l'alimentation a un lien direct sur l'équilibre acido-basique du corps humain .
Ce lien n'est pas démontré scientifiquement.
Des études ont cherché à déterminer l'influence de l'alimentation sur l'acidité des urines (et non du plasma). Ce travail a abouti à la conception de l'Indice PRAL.
Néanmoins, l'acidité des urines n'est pas nécessairement l'image de l'acidité du plasma.